# Zsigmond Kelevitz
Zsigmond Kelevitz (ur. 1 stycznia 1954 w Budapeszcie) – australijski zapaśnik walczący w stylu wolnym. Trzykrotny olimpijczyk. Piąty w Los Angeles 1984 i odpadł w eliminacjach w Montrealu 1976 i Moskwie 1980. Walczył w kategorii 68 kg.
Zajął szóste miejsce na mistrzostwach świata w 1979. 
Złoty medalista igrzysk Wspólnoty Narodów w 1978, a srebrny w 1982 i 1986. Wicemistrz Wspólnoty Narodów w 1985. Mistrz Oceanii w latach 1990. Piąty w Pucharze Świata w 1986 roku.